# Iofur Raknison
Iofur Raknison er en fiktiv panserbjørn i Philip Pullmans trilogi Det gyldne kompas. Han medvirker dog kun i den første bog Det gyldne kompas. 
Iofur er panserbjørnenes konge på Svalbard, men han vil have mere. Han ønsker at være mere menneskelig – dvs. at have en daimon og blive døbt i den kristne tro. For at få sit ønske opfyldt, har han fået sine bjørne til at bygge et palads af sten og tvinger dem til at bære dekorationsgenstande af guld og sølv. 
Iofur har en hemmelighed: han dræbte sin egen far – noget ingen af de andre bjørne ved. Lyra finder ud af dette ved hjælp af sit alethiometer. Hun kommer ind til Iofur og overbeviser ham om, at hun er Iorek Byrnisons daimon, en anden bjørn der er udstødt fra kongeriget, fordi han dræbte en anden bjørn i kampen om en hunbjørn. Lyras viden om Iofurs hemmelighed, overbeviser ham om, at Lyra er en ægte daimon og får ham til at tro, at han også kan få en daimon, ligesom Iorek Byrnison. Lyra narrer ham til at kæmpe med Iorek. Efter Iofurs tabte kamp, underkæbe og hans liv, overtager Iorek sin retsmæssige trone og hans første kommando består i at beordre de andre bjørne i at smide deres fine klæder og rive paladset ned. 
I filmen Det Gyldne Kompas, bliver han spillet af Ian McShane. I filmen er Iofurs navn ændret til Ragnar Sturlusson, for man ikke skulle forveksle ham med Iorek Byrnison.